# XIII век
XIII (трина́дцатый) век  по юлианскому календарю — век с 1 января 1201 года по 31 декабря 1300 года. Это 3-й век 2-го тысячелетия.  Закончился 725 лет назад.

## Важнейшие события

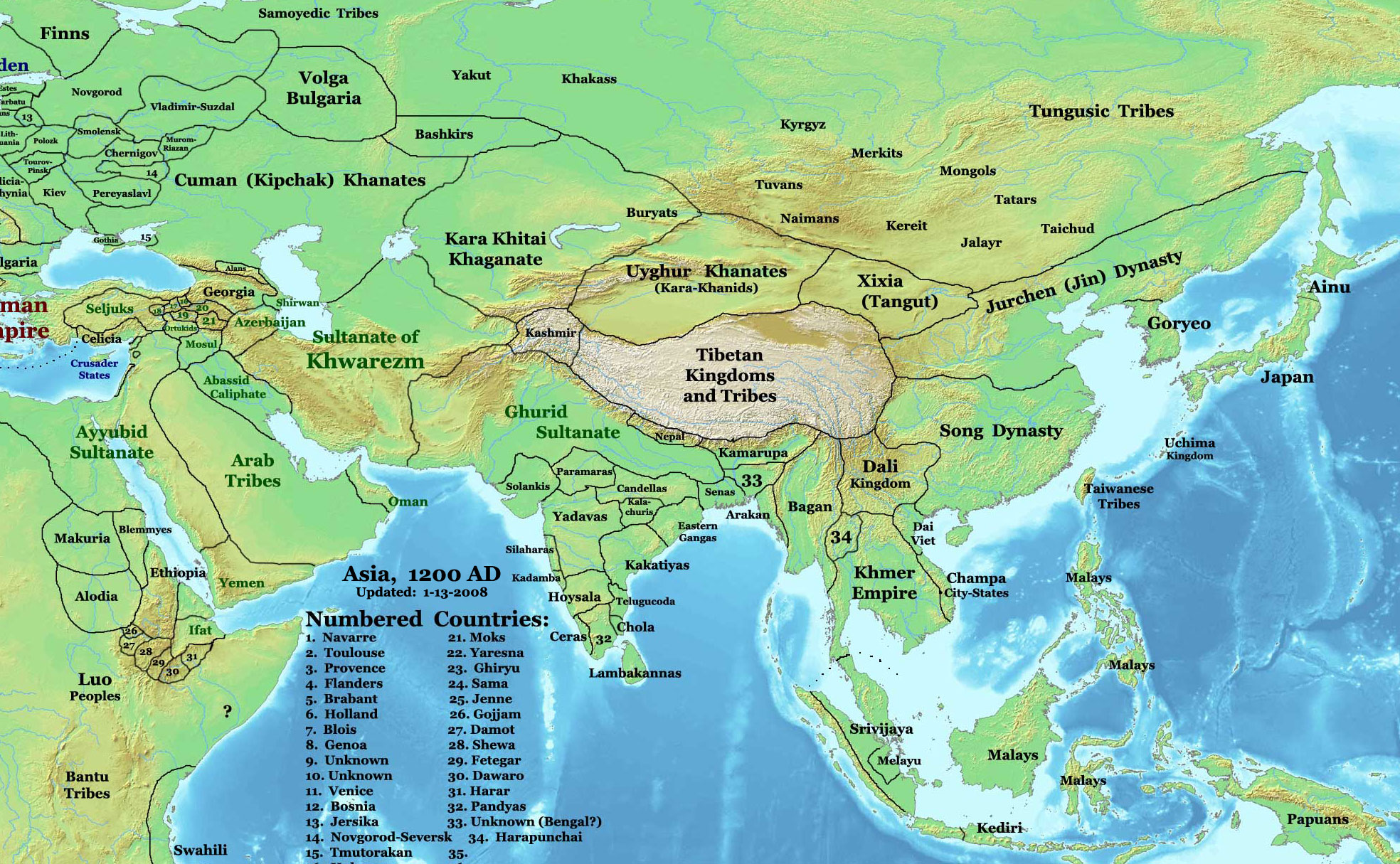
Азия (1200 г.)

Карта Монгольской империи в 1279 году

- 1201 — Альбрехтом фон Буксгевденом основан город Рига.
- 1202 — начало англо-французской войны (1202—1214) на северо-западе Франции. Филипп II Август объявил о конфискации земель Иоанна Безземельного во Франции.
- 1204—1261 — Болгарско-латинские войны.
- 1206 — провозглашение Тэмуджина — Чингисханом на курултае монгольской знати. Создание Великого Монгольского государства (1206—1368). Захват монголами государства Цзинь (Северный Китай, 1211—1234), Хорезма (1219—1223), большей части русских княжеств (1237—1240), Ирана (1219—1260), государства Сун (Южный Китай, 1235—1279).
- 1206 — заключён англо-французский договор. Иоанн Безземельный уступил Нормандию, Мэн, Турень и Анжу.
- 1206—1555 — Делийский султанат.
- 1212 — Крестовый поход детей. Получил такое название за большое количество участвовавших в нём детей и подростков.
- 1215 — Великая хартия вольностей.
- 1217 — Пятый крестовый поход. Организованный папой Иннокентием III и его преемником Гонорием III. Армию возглавили: венгерский король Андраш II Крестоносец и австрийский герцог Леопольд VI Славный.
- 1224 — образование Улуса Джучи..
- 1237 — основан город Чебоксары
- Образование францисканского и доминиканского орденов. Во время понтификата Григория IX (1227—1241) в ведение доминиканцев передаётся инквизиция.
- Кастилия и Леон объединены под одной короной (1230—1716; Фернандо III Святой; королевство Кастилия и Леон).
- Царство Сукхотаи (1238—1448).
- Мамлюкский султанат (1250—1517). Свержение династии Айюбидов в Египте и захват власти мамлюками (1250; Бахриты; Айбек).
- 1255 — основан Кёнигсберг.
- 1260 — Битва при Кресенбрунне.
- 1261 — отвоевание Константинополя и реставрация Византийской империи во главе с Палеологами.
- 1268 — Битва при Тальякоццо.
- 1271 — Хубилай становится основателем династии Юань, по сути его власть распространяется лишь на Китай. В Монголии идёт двадцатисемилетняя гражданская война (1274—1301) между Хайду и правительственными войсками. Другие части империи становятся фактически независимыми государствами — Золотая Орда, Чагатайский улус, Государство Хулагуидов.
- 1278 — битва на Моравском поле. Смерть чешского короля Оттокара II и переход Австрии под контроль династии Габсбургов. Рудольф I Габсбург — правитель Священной Римской Империи (1273—1291)
- 1285 — от малярии умер король Франции Филипп III Смелый.
- 1291 — мамлюками захвачены последние крепости крестоносцев в Святой земле — Акра, Бейрут, Тир и Сидон.
- 1292 — Иоанн I Баллиоль был избран королём Шотландии.
- 1300 — Вацлав II стал королём Польши.

### Без точных дат
- В Германии изобретена петля для застёгивания пуговиц.
- Начало в Северной Америке Великой засухи, приведшей к миграции древних индейцев — пуэбло; их место заняли навахо.
- Создание Великого княжества Литовского.

### Киевская Русь
- 1201 — луцкий князь Ингварь Ярославич взошёл на престол Киевского княжества.
- 1221 — битва под Галичем
- 1223 — Битва на Калке
- 1236—1242 — Батыево нашествие
- 1240 — Невская битва
- 1242 — Ледовое побоище
- 1243 — формальное установление Монголо-татарского ига на Руси. Отец Александра Невского князь Ярослав Всеволодович получил от хана Батыя ярлык на Великое княжество Владимирское.
- 1247—1272 — княжение в Твери Ярослава Ярославича
- 1257 — Битва на Туговой горе
- 1268 — Раковорская битва
- 1293 — Дюденева рать
- 1300 — неудачный поход новгородцев на основанную в том же году шведами на Охтинскому мысу крепость Ландскрона

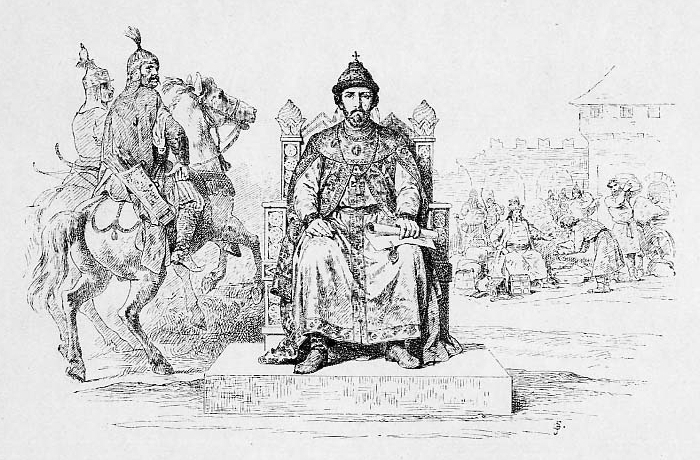
Тверской князь и одновременно великий князь владимиро — суздальский Ярослав Ярославич

### Путешествия европейцев вАзию
- Джованни Плано Карпини — 1245—1247.
- Гийом де Рубрук — 1253—1255.
- Марко Поло — 1271—1295.

### Крестовые походы
- Четвёртый (1201—1204) — захват «франками» Константинополя, создание Латинской империи. Из осколков Византийской империи образовались Никейская и Трапезундская империи, а также Эпирский деспотат.
- Альбигойский (1209—1229) — разгром катаров.
- Шестой (1228—1229) — Фридрих II Гогенштауфен договаривается с Айюбидами о передаче Иерусалима христианам.
- Седьмой (1248—1254) — поражение и пленение Людовика IX Святого в Египте.
- Восьмой (1270) — смерть Людовика IX Святого в Тунисе и мир с Хафсидами.

## Персоналии

Великий хан Монгольской империи Чингисхан
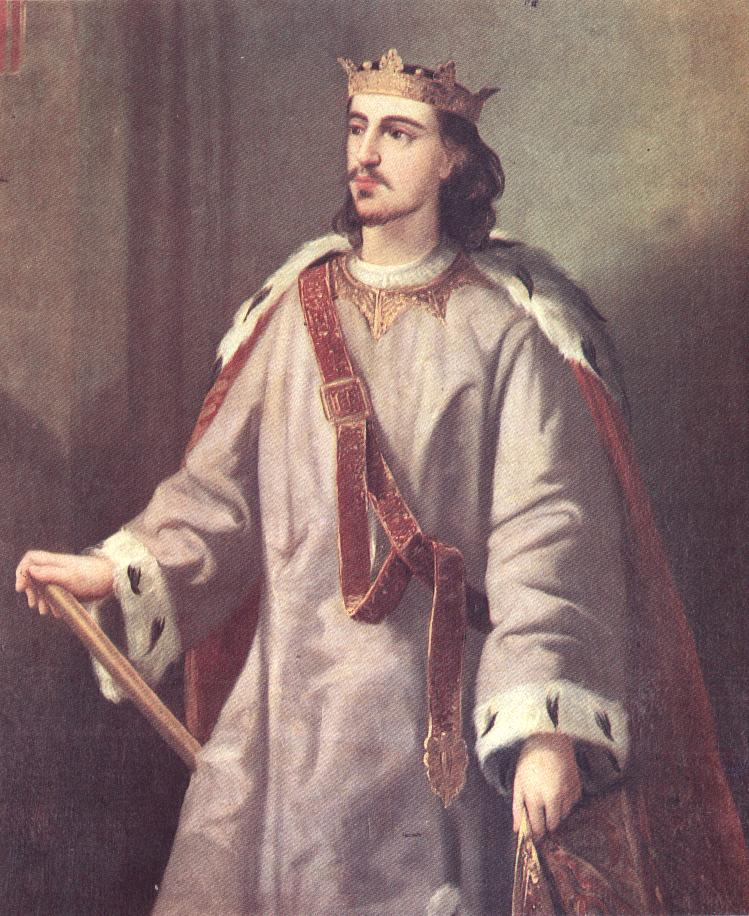
Король Арагона и граф Барселоны Альфонсо III Свободный
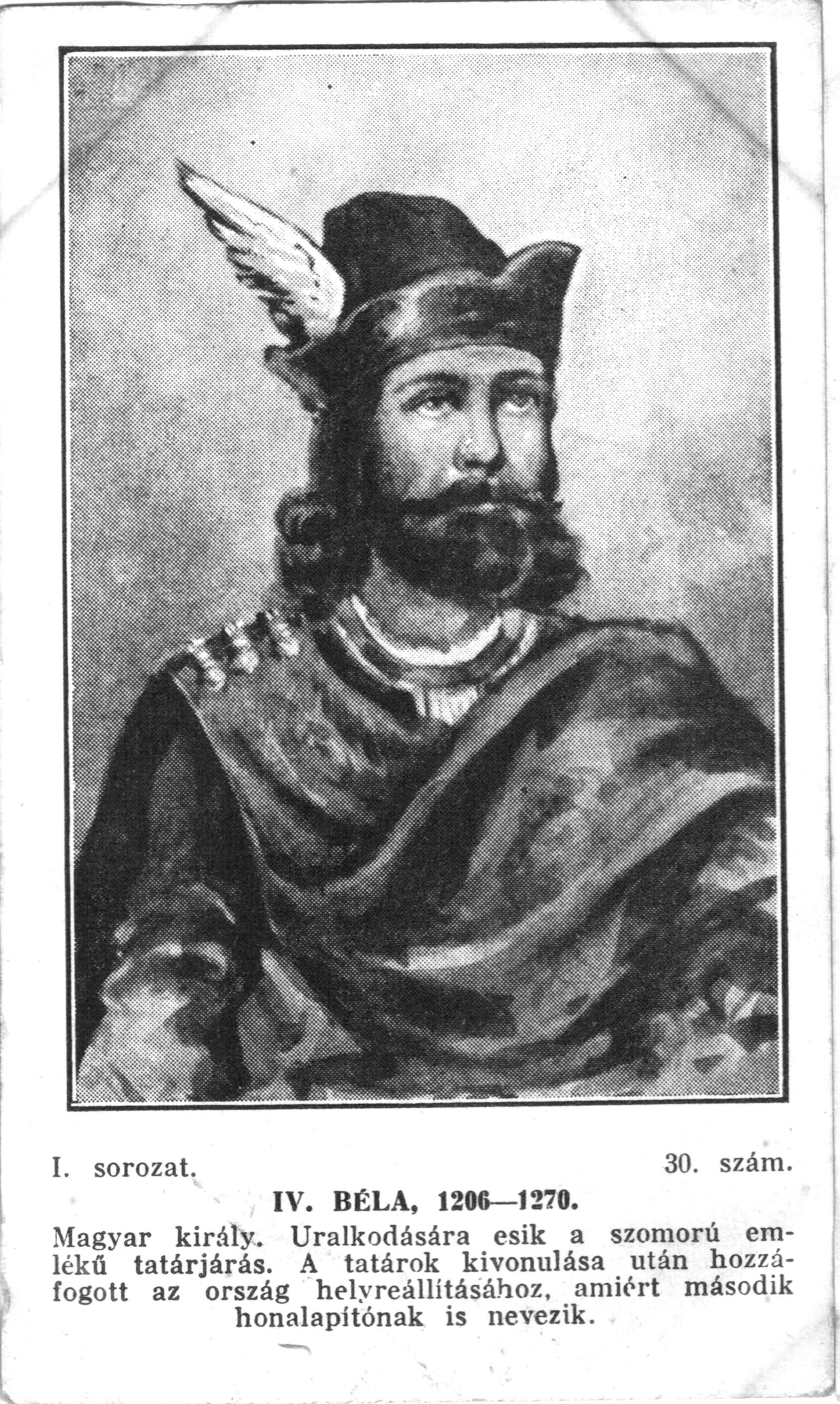
Король Венгрии и Хорватии Бела IV
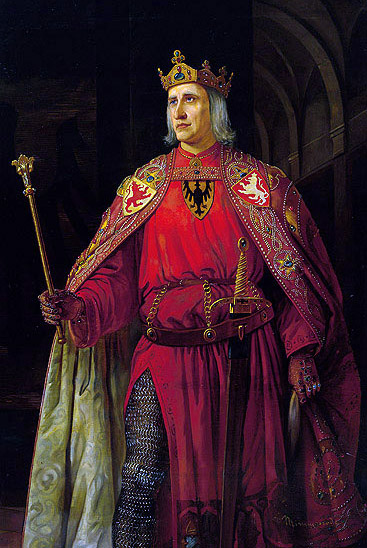
Король Германии и герцог Австрии Рудольф I Габсбург
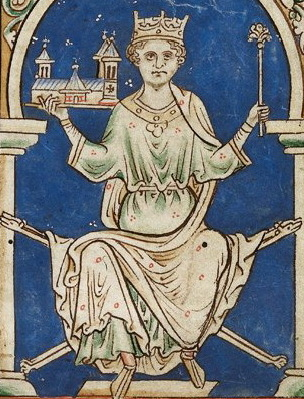
Король Англии Генрих III
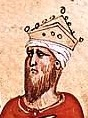
Король Германии и Сицилии Фридрих II Гогенштауфен

- Адам де ла Аль, французский поэт, композитор, трувер.
- Адольф Нассауский, граф Нассау, король Германии (1292—1298).
- Адриан V, Папа Римский.
- Аквинский, Фома, религиозный философ и теолог, систематизатор ортодоксальной схоластики, основатель томизма, член ордена доминиканцев.
- Александр Невский, князь Новгородский, Великий князь Киевский, Великий князь Владимирский, переяславский князь, выдающийся полководец времён Киевской Руси, причислен к лику святых православной церкви.
- Альфонсо III Свободный, король Арагона.
- Альфонсо X Мудрый (Альфонсо X Кастильский), король Кастилии и Леона.
- Батый, монгольский полководец и государственный деятель, правитель Улуса Джучи (Золотой Орды).
- Бела IV, венгерский король.
- Генрих III Плантагенет, английский король.
- Джалаледдин Руми, выдающийся персидский поэт-суфий.
- Елюй Чуцай, учёный, писатель, организатор административной системы Монгольской империи, советник Чингисхана и Угэдэя.
- Иннокентий III, Папа Римский.
- Людовик IX Святой, король Франции, предводитель 7-го и 8-го крестовых походов, канонизирован Католической церковью.
- Пржемысл Отакар II, король Чехии.
- Раймунд Луллий, каталанский миссионер, поэт, философ, теолог, считается одним из родоначальников европейской арабистики и комбинаторики.
- Роджер Бэкон, английский философ, естествоиспытатель, монах-францисканец, профессор богословия в Оксфорде, разработал новые теории в оптике.
- Рудольф IV Габсбург, король Германии и одновременно герцог Австрии.
- Саади, персидский поэт, писатель, представитель суфизма.
- Франциск Ассизский, основатель ордена Францисканцев, католический святой.
- Фридрих II Гогенштауфен, король Германии с 1212 года, император Священной Римской империи с 1220 года, король Сицилии (под именем Фридрих I, в 1197—1212 годах и с 1217 года). Предводитель Шестого крестового похода.
- Фибоначчи, первый крупный математик средневековой Европы, автор «Книги абака» (1202).
- Чингисхан, основатель и первый Великий хан Монгольской империи.
- Чьело, итальянский поэт и драматург.